# Calliphora chinghaiensis
Calliphora chinghaiensis este o specie de muște din genul Calliphora, familia Calliphoridae, descrisă de Van și Ma în anul 1978. Conform Catalogue of Life specia Calliphora chinghaiensis nu are subspecii cunoscute.